# Dyalogus creaturarum moralizatus
Dyalogus creaturarum moralizatus (även Dyalogus Creaturarum Moralizatus eller Dialogus creaturarum moralisatus, 'Skapelsens sedelärande samtal'), är en fabelsamling på latin bestående av 122 dialoger, tryckt 1483. Boken är den äldsta bevarade som blivit tryckt i Sverige.
Det har föreslagits två olika författare till verket, italienaren Mayno de Mayneri (död 1370) alternativt Nicolaus Pergamenus.[källa behövs] Båda två levde under 1300-talet.

## Historik
Dialogus är den första boken som tryckts i Sverige och bevarats till nutiden. Den trycktes den 20 december 1483 på nuvarande Riddarholmen, då känd som Gråmunkeholmen. I en klosterbyggnad där hade Johann Snell från Rostock sitt tryckeri, det första i Sverige. Fem exemplar av denna utgåva finns bevarade.
Snell var verksam som tryckare i olika länder runt Östersjön, och han flyttade med sitt boktryckeri till de olika tryckorterna. Han hade 1482 i Odense tryckt Danmarks första bok – Breviarium Ottoniense. Till Sverige anlände han troligen efter att ha blivit kallad av ärkebiskop Jakob Ulvsson, i syfte att trycka en mässbok (missale) till ärkestiftet, vilken trycktes 1484. Att tryckeriet sattes upp i Stockholm kan ha berott på att Kanutus Johannis, gardian i Stockholms franciskankloster, fungerat som förbindelselänk mellan ärkebiskopen och Snell.

### Senare utgåvor och omnämnanden
Boken omskrevs 1884 av G.E. Klemming i tidningen Samlaren. 1907 beskrevs den i Nordisk familjebok och 1916 i kapitlet om "Sverges första boktryckare" i boken Svenska typografernas historia.
Ett fotolitografiskt avtryck av 1483 års utgåva utgavs 1883. I samband med svenskt boktrycks 500-årsjubileum 1983 utgav Michaelisgillet i samverkan med Bra Böcker en faksimil av denna bok med svensk översättning och kommentar. 2015 digitaliserades boken hos Kungliga biblioteket i Stockholm.

### I kulturen i övrigt

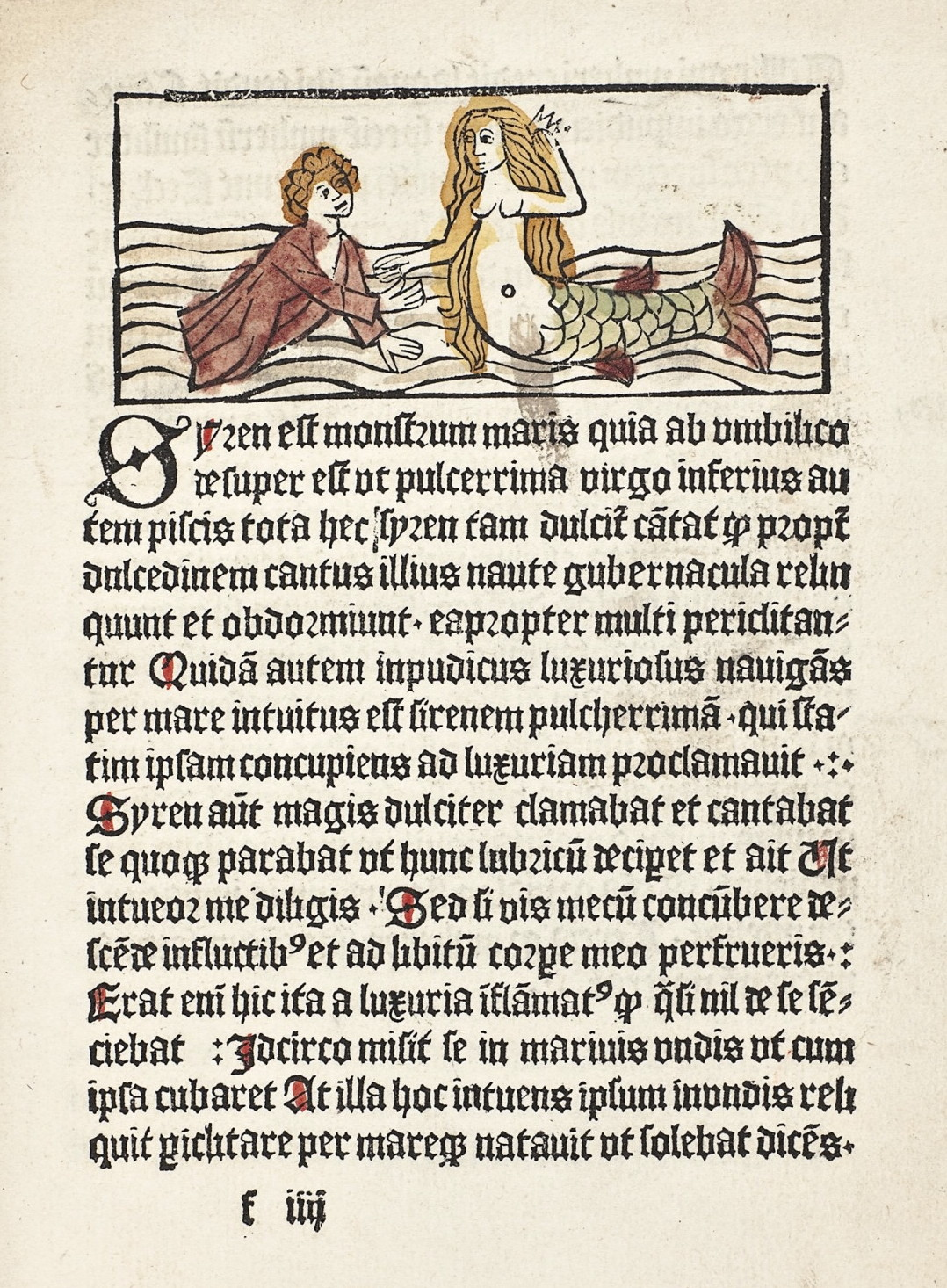
Sidan 55 i Dialogus. Bilden på sjöjungfrun har i omtecknad form blivit symbol för Bokmässan i Göteborg.

Illustrationen av en sjöjungfru ur boken – omritad och kompletterad med en bok – har sedan starten använts som symbol för Bokmässan i Göteborg. Bilden tecknades senare om av Bo Berndal. Den barbröstade sjöjungfrun i logotypen ledde 2025 till censur av mässans Facebook-profil, vilket ledde till att mässan beslöt att istället visa en kraftigt beskuren variant av logotypen.

## Innehåll
De 122 fristående delarna av Dialogus påminner i mycket om moderna barnsagor. Varje avsnitt är en moraliserande dialog mellan  förmänskligade varelser, såsom djur, växter och himlakroppar, och de kortfattade berättelserna förmedlar en enkel sensmoral. Efter dialogen syns ett avslutande citat hämtat från olika etiska auktoriteter såsom Bibeln, kyrkofäderna och antikens filosofer. Varje berättelse är också illustrerad med träsnitt.
Antagligen har bokens syfte varit att åskådliggöra de olika citaten, för prästers inspiration till predikan.
Kolofonen på sidan 156r lyder "Impressus per Johānem snell artis imp[re]ssorie m[a]g[ist]r[u]m. In Stockholm inceptus et munere Dei finitus est. Anno D[omi]ni M. cccc. lxxxiij. mensis Decēbris in vigilia Thome", vilket kan översättas som "Tryckt av tryckmästare Johann Snell. Inlett i Stockholm och avslutat genom Guds nåd. I Herrens år 1483." 